# Medibank International 2007
Medibank International 2007 - тенісний турнір, що проходив у Сіднеї (Австралія). Це був 115-й за ліком Sydney International.

## Фінальна частина

### Одиночний розряд, чоловіки
Джеймс Блейк —  Карлос Моя, 6–3, 5–7, 6–1

### Одиночний розряд, жінки
Кім Клейстерс —  Єлена Янкович, 4–6, 7–6(7–1), 6–4

### Парний розряд, чоловіки
Пол Генлі /  Кевін Ульєтт —  Марк Ноулз /  Деніел Нестор, 6–4, 6–7(3–7), [10–6]

### Парний розряд, жінки
Анна-Лена Гренефельд /  Меган Шонессі —  Маріон Бартолі /  Мейлен Ту, 6–3, 3–6, 7–6